# Rukum (distrito)
Rukum é um distrito da zona de Rapti, no Nepal.